# Били Айлиш
Били Айлиш Пайрът Беърд О'Конъл (на английски: Billie Eilish Pirate Baird O'Connell) е американска певица и авторка на песни.
Нейният дебютен сингъл Ocean eyes става популярен и натрупва над 132 милиона слушания в Spotify към октомври 2018 г. Дебютният ѝ EP Dont Smile at Me е издаден през август 2017 г.

## Детство и образование
Били Айлиш е родена на 18 декември 2001 г. в Лос Анджелис, САЩ, в семейство на актьори и музиканти. Родителите ѝ са актрисата и сценаристка Маги Беърд и актьорът Патрик О'Конъл, и двамата също музиканти. Айлиш има ирландски и шотландски произход. Израства в Хайланд парк. Тя е на домашно обучение и се присъединява към Детския хор на Лос Анджелис на възраст осем години. На единадесет години започва да пее и да пише собствените си песни, следвайки големия си брат Финиъс О'Конъл, който вече пише, изпълнява и продуцира свои песни със своята група.

## Музикална кариера

### Първи записи
През октомври 2015 г. Били Айлиш записва песента Ocean eyes, първоначално написана от Финиъс за неговата група, и я изпраща на учител по танци, който помага за хореографията към нея.
Ocean Eyes е издаден като дебютен сингъл на SoundCloud през 2016 г. Музикалният видеоклип е издаден на 24 март 2016 г., а на 22 ноември 2016 г. излиза и видеоклип, където Айлиш изпълнява танц към песента. Същата година Айлиш издава сингъла Six Feet Under. Ocean eyes е пуснат по целия свят чрез Darkroom и Interscope Records на 18 ноември 2016 г. На 14 януари 2017 Айлиш издава EP с четири ремикса от Ocean eye.

### 2016 – 2017:BellyacheиDon't Smile at Me
След успеха на ремиксите на Ocean eyes, Били издава сингъл Bellyache на 24 февруари 2017 г. Bellyache, е подготвена и написана в съавторство с Финиъс О'Конъл, с музикален видеоклип режисиран от Майлс и Ей Джей, който е издаден на 22 март 2017 г. На 30 март Айлиш пуска песента Bored, като част от саундтрака към Netflix сериал 13 причини защо. На 30 юни 2017 г. Айлиш издава сингъла Watch, последван от Copycat. Сингълът на Айлиш idontwannabeyouanymore е издаден на 11 юли 2017 г., заедно с обявление за дебютна EP, Don't Smile at Me. Всеки петък през юли Айлиш добавя по още един сингъл към тази EP. Така са пуснати idontwannabeyouanymore и My Boy. Сингълът Don't Smile at Me е издаден на 12 август 2017 г. След това Айлиш си сътрудничи с американския рапър Винс Стейпълс за ремикс на песента Watch под името &Burn, който по-късно е включен в преиздадения EP.

### 2018 – 2019: дебютен албум
През февруари 2018 г. започва турнето Where's My Mind, което приключва през април 2018 г. По повод отбелязването на годишното събитие World Record Day (Ден на музикалния запис) през 2018 г. Айлиш обявява излизането на 7-инчов винил с акустична версия на песента Party Favor и акустична кавър версия на песента на Дрейк Hotline Bling. Айлиш си сътрудничи с американския певец Калид за сингъла Lovely, който е пуснат през април 2018 г. и добавен към саундтрака за втория сезон на „13 причини защо“. Тя също пуска синглите Bitches Broken Hearts и You Should See Me in a Crown. На 17 октомври 2018 г. Айлиш издава сингъла When the Party's Over.

### 2019: първи албум
На 29 март 2019 г. Айлиш пуска първия си албум When We Fall Asleep, Where Do We Go?.
На церемонията по връчване на Европейските музикални награди на телевизия MTV за 2019 година в Севиля Били Айлиш печели две награди – за най-добър нов изпълнител и за най-добра песен (за Bad Guy).
През август 17-годишната американка става първия роден през новия век изпълнител, оглавил класацията „Билборд Хот 100“.

### Втори албум
След успеха на When We All Fall Asleep, Where Do We Go? Били и Финеас решават да направят втори албум – Happier than ever. Той веднага придобива популярност.
През 2021 г. Айлиш се снима във филма The World's a Little Blurry. Същата година тя пуска свой собствен парфюм – „Айлиш“.

## Личен живот
През ноември 2023 г. Айлиш публично се разкрива, заявявайки че е „физически привлечена към момичета. Но също така се плаша от тях, от тяхната красота и тяхното присъствие“.

## Дискография

### Студийни албуми
- When We All Fall Asleep, Where Do We Go? (2019)
- Happier Than Ever (2021)
- Hit Me Hard and Soft (2024)

### Live албуми
- Live at Third Man Records (2019)

### EP албуми
- Don't Smile at Me (2017)
- Guitar songs (2022)

### Сингли
- Six Feet Under (2016)
- Ocean Eyes (2016)
- Bellyache (2017)
- Bored (2017)
- Watch (2017)
- Copycat (2017)
- Idontwannabeyouanymore (2017)
- My Boy (2017)
- &Burn (2017)
- Bitches Broken Hearts (2018)
- Lovely (2018)
- You Should See Me in a Crown (2018)
- When the Party's Over (2018)
- Come Out and Play (2018)
- When I Was Older (2019)
- Bury a Friend (2019)
- Wish You Were Gay (2019)
- Bad Guy (2019)
- All the Good Girls Go to Hell (2019)
- Everything I Wanted (2019)
- No Time to Die (2020)
- Ilomilo (2020)
- My Future (2020)
- Therefore I Am (2020)
- Lo Vas a Olvidar (2021)
- Your Power (2021)
- Lost Cause (2021)
- NDA (2021)
- Happier Than Ever (2021)
- Male Fantasy (2021)
- Halley's Commet (2021)
- Everybody dies (2021)
- Oxytocin (2021)
- GOLDWING (2021)
- Billie Bossa Nova (2021)
- I Didn't Change My Number (2021)
- Getting Older (2021)
- OverHeated (2021)
- TV (2022)
- The 30th (2022)

## Филмография
- The World's a Little Blurry

## Турнета

### Самостоятелни
- Don't Smile at Me Tour (2017)
- Where's My Mind Tour (2018)
- 1 by 1 Tour (2018 – 2019)[14]
- When we all fall asleep tour (2019)
- Where Do We Go? World Tour (2020)
- Happier Than Ever: The World Tour (2022)
- Hit me hard and soft: The World Tour (2024-2025)

### Подгряващи
- Флорънс Енд Дъ Мъшийн – High as Hope Tour (2018 – 2019)

## Награди и номинации
Европейските музикални награди на телевизия MTV 2019 две награди:
- За най-добър нов изпълнител
- За най-добра песен (за Bad Guy)

Спечелени „Грами“:
- Най-добър изпълнител за годината (2020 г.)
- Песен на годината (2020 г.) – Bad Guy
- Албум на годината (2020 г.) – When We All Fall Asleep, Where Do We Go?
- Запис на годината (2020 г.) – Bad Guy
- Най-добър нов изпълнител (2020) – Billie Eilish